# 吸血鬼之愛
《吸血鬼之愛》（VLAD LOVE），日本原創電視動畫，押井守擔任總導演、原作、系列構成，西村純二擔任導演。
第1話特別篇於2020年12月18日在官方YouTube頻道上公開，第2話－第4話於2021年1月9日開始在押井守作品展「GG電影節」上映。
2021年2月14日開始在ABEMA等各網站播出，共12話。
2021年7月開始在電視台播放。

## 製作人員
- 製作：Ichigo Animation
- 總監督、原作、系列構成：押井守
- 監督：西村純二
- 腳本：押井守、山邑圭
- 視覺設計：水野歌
- 角色設計：新垣一成
- 色彩設計：
- 美術設定：加藤靖忠
- 美術監督：小幡和寛
- 美術：STEREOTYPE smartile
- 音響監督：若林和弘
- 音響效果：山田香織
- 錄音調整：今泉武
- 音響制作：Production I.G
- 音樂制作：AUBE
- 音樂：川井憲次
- 動畫制作：Drive
- 動畫制作協力：Production I.G
- 制作：Comic Animation

## 主題曲
開場曲
作詞、作曲：Daisuke"DAIS"Miyachi，主唱：BlooDye
片頭曲
貢Version「Where you are」
作詞：Daisuke"DAIS"Miyachi & LITTLE，作曲：Daisuke"DAIS"Miyachi，編曲：Yuichi Ohno，主唱：BlooDye
舞Version「Winds Of Transylvania」
作詞：asami，作曲：asami & Mao，編曲：LOVEBITES & Mao，主唱：LOVEBITES
片尾曲
日本版
作詞：，作曲、編曲：ZENTA，主唱：alan，小提琴演奏：Ayasa
海外版「（Instrumental）」
作曲、編曲：井上泰久，小提琴演奏：Ayasa

## 外部連結
- 官方網站（日語）
- 吸血鬼之愛的X（前Twitter）（日語）